# 阿達姆皮利
49°39′57″N 27°39′19″E / 49.66583°N 27.65528°E
阿達姆皮利（烏克蘭語：Адампіль）是位於烏克蘭西部的村莊，由赫梅利尼茨基州裡赫梅利尼茨基區的舊西尼亞瓦市鎮負責管轄。該村始建於1876年，面積3.05平方公里，海拔高度307米，2001年人口958。